# HUE (ゲーム)
『HUE』（ヒュー）は、イギリスのインディーゲームスタジオFiddlesticksが開発したアクションパズルゲーム。

## 概要
色相の概念が存在しない白黒の世界を舞台に、主人公の少年ヒュー（Hue）が冒険を繰り広げる。色の研究者であるヒューの母親が色知覚用のリングをDr.グレー（Dr. Grey）に破壊され有彩色の世界から出られなくなってしまったため、ヒューは各地に散らばったリングの破片を見つけ母親を探し出すことになる。冒険の先々で手に入る母親の手紙には、研究の経緯やDr.グレーとの関係性が綴られている。
ヒューは、前述の破片を入手すると、その破片と同じ色で背景を染められるようになる。色の種類は、アクア、パープル、オレンジ、ピンク、レッド、ブルー、イエロー、グリーンの8色。各所では色のついた物体や仕掛けが数多く登場するが、ヒューが変更した背景色と同色のものは消滅して見えなくなる。この仕組みを利用しながらパズル要素のある様々なエリアを攻略していく。
本作のゲームデザインやアートワークを担当したHenry Hoffmanは、開発にあたり影響を受けた作品はほとんどないとしているが、一方で、白黒の世界しか知らない科学者が色のある世界に踏み入ったらどうなるかという思考実験、通称「メアリーの部屋」など様々な色彩理論について研究を行ったと語っている。

## 受賞
- Casual Connect USA 2015 Indie Prize 「Best Game Art」「The Best Kids and Family Game」「Best In Show: Critic's Choice」[11]
- Casual Connect Amsterdam 2016 Indie Prize 「Best Game Design」[12]